# 芦川進一
芦川 進一（あしかわ しんいち、1947年- ）は、ドストエフスキー研究者。

## 略歴
静岡県三島市生れ。哲学者小出次雄（1901-90、小出正吾の弟）に師事。静岡県立沼津東高等学校を経て東京外国語大学外国語学部フランス語学科卒業。
マヤコフスキー学院でロシア語を学んだ後、東京大学大学院比較文学比較文化専攻に進み、修士課程及び博士課程にてドストエフスキイにおけるキリスト教思想を研究する。津田塾大学講師としてドストエフスキイ・比較文学の講義を担当した。のち代々木ゼミナール講師を経て、現在河合塾英語科専任講師。河合文化教育研究所研究員でもあり、1987年より「ドストエフスキイ研究会」を主宰、後進を育成している。
2005年7月には日本女子大学生涯学習総合センターで「教養特別講義」を担当、その授業の一部がVODで配信されている。その傍ら、河合塾英語科専任講師を務め、キソカンと呼ばれるオリジナルの公開単科講座「基礎貫徹英語ゼミ」を長年にわたって担当し、同名の参考書も数点刊行されている。

## 「キソカン」とは
- 毎年、河合塾の各校舎で開講される「“急がば回れ”基礎貫徹英語」の略称である。
- 本人編のテキストではたびたび「キ・ソ・カ・ン」という略称が見受けられる。
- 授業時間は2時間と紹介されてはいるものの、延長が非常に長く、実際の平均授業時間は5時間程度である。
- 夏期、冬期、直前講習も例外ではなく、1時限に講座があるときは実際の開始時間より大幅に早く授業を始め、2、3限にあるときは昼休みの大半を使って授業を行う。しかし、これらの授業ではどんなに延長しても30分～1時間程度しか授業を伸ばせないが、6時限にあるときはその日の最終講座のため、2時間近く授業が延長される。そのため、6時限の講座が一番内容が濃く、生徒には1番人気があり、すぐに締め切られる。
- 授業形態は、英文中の語法や構文を分析し、多義語なども体系的に取り上げながら英文の深い内容理解に至る手法をとる。前期は文法テーマの確立と短文解釈・長文読解、後期は長文解釈と文法テーマの総復習である。
- 07-08をもって「キソカン」は終了。2008年度以降は開講されていない。なお、芦川以外にも数人の講師がオリジナルの公開単科講座を担当していたが、こちらも同時期に終了している。

## 著作

### 英語参考書
- 『英語基礎貫徹ゼミ－多義動詞』 1990年（河合出版）
- 『芦川の基礎貫徹英文解釈』 1993年（三省堂）
- 『英語基礎貫徹ゼミ－ゴマかしたくない！ 多義語・語法・キーワード』 1996年（河合出版）

### ドストエフスキイ関連

#### 著書
- 『隕ちた「苦艾」の星－ドストエフスキイと福沢諭吉』1997年（河合出版）
- 『『罪と罰』における復活　ドストエフスキイと聖書』2007年（河合文化教育研究所）
- 『ゴルゴタへの道　ドストエフスキイと十人の日本人』2011年（新教出版社）
- 『カラマーゾフの兄弟論　砕かれし魂の記録』2016年（河合文化教育研究所）

#### 主な論文
- 「ドストエフスキイにおけるイエス像－『カラマーゾフの兄弟』に即して」〔大貫隆・佐藤研編『イエス研究史―古代から現代まで』1998年（日本基督教団出版局）所収〕

- 「作品分析『罪と罰』－隠された女神たち」〔木下豊房・安藤厚編『論集・ドストエフスキーと現代』2001年（多賀出版）所収〕
- 「文学の中の家族―ラスコーリニコフが属した三つの家族―」〔『家族ケア』2003年4～6月号（家族ケア研究所）所収〕
- 「虚無としての腐臭」〔『キリスト教文学研究』第23号、2006年（日本キリスト教文学会）所収〕

#### 主な講演
- 「イワンとアリョーシャの聖書―モスクワ時代、イエス像構成の一断面―」〔早稲田大学ロシア文学会主催2014年度秋季特別講演会  （日本ロシア文学会、早稲田大学ロシア研究所共催）〕
- 「ドストエフスキイ、イエス像探求の足跡―ユダ的人間論とキリスト論―」〔親鸞仏教センター「現代と親鸞の研究会」第55回、2017年3月〕

ほか多数。

#### 翻訳
- ルイ・ルプランス・ランゲ『イエス・キリスト (世界伝記双書)』1983年（佐藤研共訳小学館）